# مجموعة بي إن الإعلامية
مجموعة بي إن الإعلامية (بالإنجليزية: beIN Media Group)‏ هي مجموعة إعلامية تأسست في 1 يناير من عام 2014، وهي المالكة ل قنوات بي إن سبورتس ولشبكة قنوات بي إن. ناصر الخليفي يشغل منصب رئيس مجلس الإدارة، بينما يشغل يوسف العبيدلي منصب الرئيس التنفيذي.
وهي مجموعة إعلامية عالمية تختص في الإنتاج التلفزيوني وحقوق البث وتمتلك المجموعة العديد من الشبكات والقنوات الترفيهية مثل قنوات بي إن سبورتس العربية وقناة بي إن سبورتس فرنسا وغيرها.

## عن المجموعة
تقدم المجموعة باقة من قنوات رياضية والترفيهية لعشرات الملايين المشاهدين حول العالم حيث تبث المجموعة 34 قناة في 6 لغات
مختلفة في 33 دولة عبر القارات الخمس.
من المعالم الرئيسية في تاريخنا بعد الانفصال عن شبكة الجزيرة للإعلام، هي إن مجموعة بي إن الإعلامية أصبحت مجموعة إعلامية عالمية رائدة ومستقلة حيث تسعى في عام 2022 ان تصبح ذات صيت عالمي واسع فمهمتهم أن نصبح أفضل شبكة إعلامية عالمية فاعلة في مجالي الإنتاج والتوزيع ورؤيتهم أن نصبح مجموعة إعلامية رائدة عالمياً في المجالات الرياضية والترفيهية المتنوعة وإنشاء مجموعة beIN الإعلامية لتصل بشبكة بي إن سبورت إلى نطاق العالمية وتتوسع في مجالات الترفيه والإعلام 

## حقائق عن الشركة
- أطلقت بي إن سبورت كعلامة تجارية لأول مرة في يونيو 2012 في فرنسا. في 31 ديسمبر 2013، والجزيرة الرياضية نسج رسميا الخروج من شبكة الاعلام الجزيرة القاعدة لتصبح بي ان سبورت.
- اليوم، بي إن سبورت من 36 قنوات في جميع أنحاء العالم والبث في منطقة الشرق الأوسط وشمال أفريقيا وأوروبا وأمريكا الشمالية وآسيا والمحيط الهادئ.
- وبصرف النظر عن بناء الشبكة الرياضية قسط بي ان سبورت. مجموعة بي إن الإعلامية تتوسع خارج الرياضة في الترفيه من خلال الإنتاج والتوزيع وكذلك في التكنولوجيا الحديثة.
- في أكتوبر عام 2014، أعلن أن مجموعة بي إن الإعلامية قد وافقت على شراء القناة الرياضية التلفزيون المدفوع سيتانتا سبورت استراليا، فإن سيتانتا تصنف الآن ك بي ان سبورت استراليا.
- في عام 2015، أطلقت بي ان سبورت إسبانيا. قناة عالية الجودة مكرسة خصيصا لكرة القدم في اسبانيا. القناة الاسبانية تديرها ميديابرو.
- المجموعة أعلنت في نوفمبر 2015 أنه سيتم توسيع المجموعة في المجالات الأخرى غير الرياضة لتشمل الترفيه والأفلام كذلك.
- أعلن في يناير 2016 التي ضمنت مجموعة بي إن الإعلامية إلى اتفاق مع نظام تيرنر للبث، والسماح لها الحقوق الحصرية للبث عدد من القنوات الترفيهية والأخبار المرخص ترنر في منطقة الشرق الأوسط وشمال أفريقيا.
- وكان تردد في نوفمبر 2015 التي أظهرت مجموعة بي إن الإعلامية المهتمة في شراء ميراماكس.
- أعلنت مجموعة بي إن الإعلامية في 1 مارس 2016 استحواذها الكامل من ميرماكس من Filmyard
- وفي أغسطس عام 2016 استحوذت الشركة على شبكة القنوات المدفوعة ديجي تورك
- بذلك أصبح عمر المجموعة سنتان حققت فيها بأن أصبح لها ست شركات وأكثر من 19000 موظف و 34 قناة في 33دولة عبر القارات الخمس

## شركات المجموعة
على مر السنوات أنشئت مجموعة بي إن الإعلامية 5 شركات في خمس قارات مختلفة مع شركة ميرماكس، وهي:
- بي ان الشرق الأوسط و شمال افريقيا حيث مقر المجموعة التي في الدوحة وفيها بي إن سبورت العربية والقنوات الأخرى وانشئت عام 2003 باسم قناة الجزيرة الرياضية
- بي إن سبورتس فرنسا: حيث مقر المجموعة في باريس أنشئت عام 2012 حيث تضم بي إن سبورت الفرنسية وهي أول قناة تحمل اسم المجموعة
- بي ان سبورت امريكا: أنشئت في الولايات المتحدة بعدما أنشئت القناة الفرنسية
- بي ان سبورت اسيا و الباسيفيك: أنشئت في نوفمبر 2014 في أستراليا ولها مقر في اندونيسيا
- بي ان للملكية الفكرية: تأسس مكتب beIN للملكية الفكرية في لندن عام 2014 من أجل توحيد مركز عمليات استحواذ الحقوق العالمية ومبيعات المجموعة
- ميرماكس: الشركة الشهيرة المختصة بالأفلام وستوديوهات التلفزيون استحوذت عليها المجموعة في عام 2016

## الالتزامات الاجتماعية

### ضد العنصرية
المجموعة تدعم المبادرات المناهضة للعنصرية
في العام 2014، ودعماً للحملة التي أطلقها دوري المحترفين لكرة القدم في فرنسا بعنوان “فخورين باختلافاتنا”، قامت كافة الوجوه الإعلامية للمجموعة بدعم المبادرة، وارتداء شعارها الرسمي أثناء ظهورهم على الشاشة.
إضافةً إلى ذلك، تدعم مجموعة beIN الإعلامية دوري أبطال أوروبا في مناهضة العنصرية عن طريق شراكته مع شبكة FARE “كرة القدم ضد العنصرية في أوروبا”، حيث تقوم المجموعة بتخصيص فترات بث ومساحات على منصاتها الرقمية لتغطية أنشطة شبكة FARE خلال دوري أبطال أوروبا.

### دعم الرياضة النسائية
بي ان ملتزمة بزيادة الوعي بدور المرأة في الرياضة
تقوم مجموعة beIN الإعلامية بشكل منتظم ببث ما لا يقل عن 7 منافسات نسائية مختلفة تضم؛ دوري أبطال أوروبا لكرة القدم، دوري أبطال كرة اليد، بطولة ويمبلدون وعدد من فعاليات الكرة الطائرة الشاطئية.
في العامين 2014 و2015 في فرنسا، شاركت beIN SPORTS في اثنتين من أولى النسخ لمبادرة “24 ساعة من الرياضات النسائية على التلفزيون” التي قام بها التلفزيون الفرنسي ووزارة الرياضة.
كما ساهمت beIN SPORTS في المؤتمر الذي نظمته مبادرة Doha GOALS لتغيير صورة المرأة في الرياضة
في 2015، واصلت المجموعة دعمها ومشاركاتها، وأطلقت برنامجاً خاصاً على شاشتها يغطي نشاطات المرأة الرياضية في مختلف المنافسات.

### التواصل مع المجتمع
المبادرات والمنظّمات التي تحرص على دعمها والمساهمة فيها
تدعم مجموعة beIN الإعلامية عدداً من المؤسسات الخيرية والاجتماعية محلياً ودولياً.
في الولايات المتحدة الأمريكية، قام مذيعوها بدعم منظمة Movember التي تهدف إلى التوعية بصحة الرجل.
في فرنسا، تقوم بشكل منتظم باستضافة الشباب في مكاتبها واستديوهاتها لتعريفهم بعالم الإعلام الرياضي.
في قطر، تسعى مجموعة beIN الإعلامية لإنشاء ملاعب رياضية متنوعة لمجتمعات العمال.
على النطاق العالمي، تحرص مجموعة beIN الإعلامية بشكل دائم على الشراكة والمساهمة مع المؤسسات الخيرية والاجتماعية 